# Thalathoun
Pour plus de détails, voir Fiche technique et Distribution.
Thalathoun (arabe : ثلاثون), qui signifie « Trente », est un film tunisien réalisé en 2008 par Fadhel Jaziri.

## Synopsis
Les événements du film se passent dans la Tunisie des années 1930, plus précisément de 1924 à 1934. Ils relatent l'histoire de trois mythes de l'histoire tunisienne : Tahar Haddad, l'un des précurseurs des droits de l'homme, de la liberté et de l'émancipation de la femme tunisienne, Mohamed Ali El Hammi, fondateur du premier mouvement syndical tunisien et Abou el Kacem Chebbi, considéré comme le réformateur de la poésie tunisienne. Dans un contexte politique très agité, avec un peuple en lutte pour l'indépendance, le film relate une confrontation entre des esprits réformateurs et une société conservatrice rattachée aux traditions.

## Fiche technique
- Réalisation : Fadhel Jaziri
- Scénario et dialogues : Aroussia Nalouti et Fadhel Jaziri
- Société de production : Nouveau Film
- Montage : Arbi Ben Ali
- Format : couleur (35 mm)
- Directeur de production : Hedia Ben Ammar
- Producteur exécutif : Fadhel Jaziri
- Photographie : Ali Ben Abdallah, Mohamed Maghraoui et Moëz Chaâbane
- Laboratoire : L.T.C. Gammarth, Tunisie
- Dialogues : Aroussia Nellouti et Fadhel Jaziri
- Décors : Raja Chourou, Mohamed Bahloul, Mohamed Jaziri et Mohamed Mouhli
- Costume : Raja Ben Aïssa et Fatma Aïssaoui
- Montage : Arbi Ben Ali et Jihen Sebaï
- Format : 35 mm
- Langue : arabe / français
- Genre : Biopic, drame, historique

## Distribution
- Ali Jaziri : Tahar Haddad
- Maher El Hefidhi : Abou el Kacem Chebbi
- Walid Nahdi : Ali Douagi
- Rami Afana : Mohamed Ali El Hammi
- Ghanem Zrelli : Habib Bourguiba
- Tahar Aïssa Bel Arbi : Zine el-Abidine Snoussi
- Riadh Sghaïer : Othman Belkhodja
- Ali Maher : Ahmed II Bey
- Yadh Béji : Khelil Bouhageb
- Jawhar Basti : Mohieddine Klibi
- Jalleli Saber : Tahar Sfar
- Nejma Zghidi : Habiba Menchari
- Mohamed Kouka : Dr Hédi Erraïes, médecin personnel du bey
- Besem Nabli : Alexandre Roubtzoff
- Moez Mrabet : Lucien Saint
- Karim Zakaria : Mahmoud El Materi
- Sofiène Adouli : Ben Hamida[Qui ?]
- Yassine Abdelli : Bahri Guiga
- Alain Nadeau : Pierre Drieu la Rochelle
- Faycel Mazouzi : Jalaleddine Naccache
- Oubaied Jemai : meneur du Djellaz
- Kaïs Naji : Mohamed Tahar Ben Achour
- Mohamed Ali Belkadhi : Cheikh Belkadhi
- Fadhel Ben Achour : Cheikh Mohamed Abdelaziz Djaït, membre du comité des oulémas de la mosquée Zitouna
- Ferid Gorgi : Cheikh Ben Mrad
- Chadhli Loumi : Cheikh Belhassan Najar
- Nidhal Guiga : Mathilde Bourguiba
- Khaled Baâlouch : Agrebi[Qui ?]
- Seïffeddine Aouadi : Salem Fadhel
- Ghazi Karmaoui : Père André Demeerseman
- Karim Jlidi : Arbi Kabadi